# Société du droit de reproduction des auteurs, compositeurs et éditeurs au Canada
 (août 2009).
Si vous disposez d'ouvrages ou d'articles de référence ou si vous connaissez des sites web de qualité traitant du thème abordé ici, merci de compléter l'article en donnant les références utiles à sa vérifiabilité et en les liant à la section « Notes et références ».

Logo

La Société du droit de reproduction des auteurs, compositeurs et éditeurs au Canada (SODRAC) est une société de gestion des droits d'auteurs de créateurs d'œuvres musicales, soit les auteurs, compositeurs ainsi que les éditeurs et des créateurs en arts visuels. La SODRAC est une société de gestion en droit de reproduction.

## Historique
Créée en 1985 par la SPACQ (Société professionnelle des auteurs et compositeurs du Québec), de pair avec la SACEM (Société des Auteurs, Compositeurs et Éditeurs de Musique - en France) afin de percevoir les redevances découlant du droit de reproduction des œuvres musicales.
Le 22 septembre 2014, l'éditeur Jehan V. Valiquet devient président du conseil d'administration de la SODRAC, alors que la chanteuse et compositrice Diane Juster occupe le poste de vice-présidente auprès de Nicole Beausoleil.
En 2018, la SOCAN et la SODRAC s'unissent.

## Droits de reproduction
Les Droits de reproduction incluent beaucoup de sous-produits et les revenus proviennent de différentes plateformes, telles :
- vente d'albums ;
- vente de pièces musicales sur le Internet ;
- utilisation d'œuvres musicales dans des créations audiovisuelles (films, publicités, séries télévisées, etc.) ;
- vente de produits dérivés utilisant des œuvres musicales ;
- sonneries de téléphones portables ;
- télédiffusions et radiodiffusions ;
- lecture en continu (streaming), extrait musical d'environ 30 secondes disponibles avant l'achat d'une pièce musicale en ligne ;
- webdiffusion (webcasting), une forme de télédiffusion sur le web ;
- droit de première intégration (aussi appelé droit de synchronisation), ce qui consiste en faisant le mariage d'une musique et d'une image ;
- droit de copie privée (vente de supports audio vierges, tel CD).